# Comstock Northwest
Comstock Northwest – jednostka osadnicza (CDP) w hrabstwie Kalamazoo, w stanie Michigan, w USA. Miejscowość położona jest na północny zachód od miasta Kalamazoo. Według danych z 2010 roku Comstock Northwest zamieszkiwało blisko 5,5 tys. osób.